# St. Jacobi (Münster)

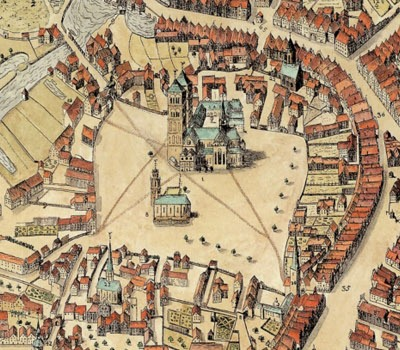
Everhard Alerdinck: Domplatz mit Dom und St. Jacobi, 1636.

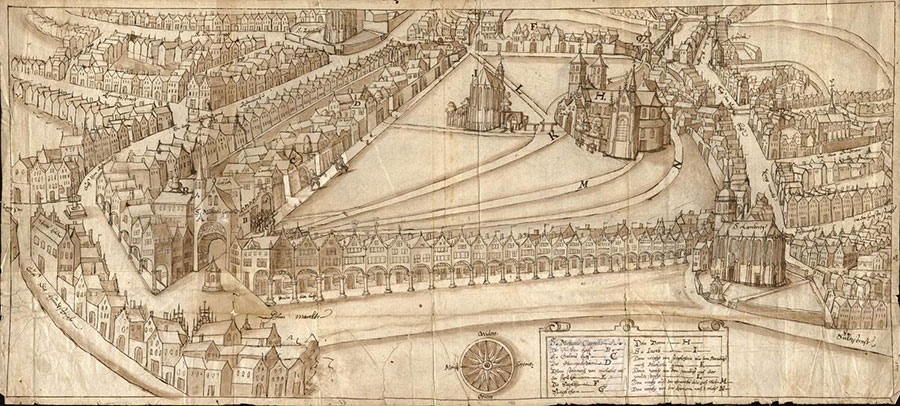
Münster um 1600 (Blick von Osten): auf dem Domplatz, links (südlich) neben dem Dom, St. Jacobi

Die Kirche St. Jacobi in Münster stand südlich des St.-Paulus-Doms auf dem Domplatz und diente als Pfarrkirche der Jakobipfarre für die Laien, die auf der Domimmunität wohnten. Die Kirche wurde 1262 erstmals erwähnt. Das Gebäude wurde in der Täuferzeit stark zerstört und dann ab 1535 wieder aufgebaut. Zur Zeit der französischen Herrschaft wurde das Gebäude im Jahr 1812 abgerissen, nachdem vorübergehend der Abriss des Doms und die Erhaltung von St. Jacobi erwogen worden war. Die Glocken aus St. Jacobi erhielt die St.-Agatha-Kirche in Angelmodde.
Einem Grundriss des Doms und des Dombezirks mitsamt der Jacobikirche aus der Hand Schlauns von 1748 nach war St. Jacobi ein dreijochiger kreuzgewölbter Saal mit Fünfachtelschluss. An der Südseite des Kirchbaus lag ein umfriedeter Bereich, über dessen Zweck (Friedhof?) dort keinerlei Angaben gemacht werden.